# Megliadino San Vitale
Megliadino San Vitale är en ort och kommun i provinsen Padova i regionen Veneto i Italien. Kommunen hade 1 860 invånare (2018).